# ウーナ・オニール
ウーナ・オニール（Oona O'Neill、1925年5月14日 - 1991年9月27日）は、ノーベル文学賞を受賞したアメリカ合衆国の劇作家ユージン・オニールと、ユージンの2番目の妻であるアグネス・ブールトンとの間に生まれた娘で、のちにチャールズ・チャップリンの妻となった。チャップリンと結婚後は、ウーナ・オニール・チャップリン（Oona O'Neill Chaplin）、ウーナ・チャップリン（Oona Chaplin）、チャップリン夫人ウーナ（Oona, Lady Chaplin）とも表記される。
チャップリンの結婚生活ではウーナとの結婚生活が最も成功したものとなり、1977年の自身の死まで連れ添うこととなった。チャップリンとしては3番目ないし4番目の妻にあたるが、「3番目ないし4番目」という記述については後述する。

## 生涯
ウーナ・オニールは1925年6月14日、イギリス領バミューダ諸島ウォーウィック・パリッシュの、当時ユージンの邸宅だった「スピットヘッド」で生まれる。「スピットヘッド」は、もとは18世紀に私掠船船長として活躍したヒゼキヤ・フリスの邸宅で、ユージンがアグネスと離婚して女優のシャルロッタ・モンテレーと3度目の結婚をするまで過ごした。ユージンとアグネスの間の子供はウーナだけである。両親の離婚後、ウーナはブールトン家に引き取られ、一年の大半は母アグネスとともにマンハッタンで過ごし、夏の間はニュージャージー州ポイント・プレザントにある、ブールトン家所有のヴィクトリア朝様式の別邸で過ごした。
成長したウーナはヴァッサー大学への進学準備に入る一方で、キャロル・グレースやグロリア・ヴァンダービルトといった同世代の女優と親しくなり、このことは後年、キャロルの息子で小説家のアラム・サロヤンが書き著した。また、アグネスの再婚相手がハリウッドに住んでいたので女優になる決心をしてアグネスとともにハリウッドに移り、ヴァッサー大学への進学は止めた。1942年春には、ウーナは17歳にわずかに届いていなかったにもかかわらず、「社交界にデビューした最も魅力的な女性」の候補の一人となる。実際、漫画家のピーター・アルノ、俳優のオーソン・ウェルズ、そして小説家のJ・D・サリンジャーといった面々がウーナに夢中になり、特にサリンジャーはウーナと交際を重ねて、軍務で距離が開いても文通を重ねていたが、ウーナとサリンジャーの交際は突然に終わり、サリンジャーを失望させた。チャップリンの登場である。
「輝くような美しさと人並み外れた魅力を持っている」、ウーナと初めて会った時のことを、チャップリンは自伝でこう記している。もっとも、チャップリンはともかく、その周囲ははじめのころはウーナに対して多少の警戒心を持っていた。当時、チャップリンはポール・ヴィンセント・キャロル原作の『影と実体』の映画化を企図しており、元は言えば、ウーナは『影と実体』のヒロイン候補の一人としてチャップリンと初めて会って、女優として契約を提示された。ところがこの時期、『影と実体』のヒロイン候補の一人、というより事実上内定していたジョーン・バリーが奇行を繰り返して契約を解除されており、これが周囲がウーナに警戒心を抱く伏線となった。周囲の態度とは裏腹に、チャップリンは『影と実体』が完成したらウーナと結婚する気持ちであったが、1942年末には『影と実体』の製作は中止となった。1943年に入ってからはウーナとアグネスはチャップリンの邸宅で過ごすようになり、またチャップリンの息子であるチャールズ・チャップリン・ジュニアやシドニー・チャップリンも同世代のウーナに興味を持ち始めたが、父親の恋敵ではなかった。
1943年5月、ジョーンが妊娠を発表し、チャップリンに対して子供を認知するよう訴訟を起こす。訴訟そのものは2年におよび、検査でチャップリンの子ではないと判明したにもかかわらず、「共産主義者」チャップリンが扶助料を支払う羽目となる「滅茶苦茶な裁判」となるが、そんなさ中にあってウーナは避難を勧める周囲に対してチャップリンのもとに留まることを決意し、1943年6月1日にはチャップリンがウーナとの結婚を最終的に決意する。ウーナは結婚について、アグネスが賛成してもユージンは同意しないと予想していたが実際にその通りとなり、ユージンは激怒してウーナを勘当した。ウーナが18歳になった翌日の1943年6月15日、チャップリンとウーナはサンタバーバラの郡庁舎で結婚手続きを済ませた。結婚後、チャップリンはジョーンとの法廷闘争と『殺人狂時代』として結実する新作の構想に明け暮れたが、その間の数少ない楽しみの一つがウーナに自分の旧作を見せることであり、笑って喜んでくれるウーナは「最高の観客」となった。。
ジョーンとの法廷闘争、『殺人狂時代』の不入りとユナイテッド・アーティスツの経営危機、そして「共産主義者」のレッテル。第二次世界大戦終結をはさんだ1940年代のチャップリンにはいろいろな災難が降りかかったが、1944年7月31日に長女ジェラルディン、1946年3月7日に四男マイケル、1949年3月28日に次女ジョゼフィーン・ハンナ、そして1951年5月19日に三女ヴィクトリアが誕生し、私生活は成功と言えた。1952年9月17日、チャップリンは『ライムライト』のワールド・プレミアをロンドンで行い、その際にはウーナ以下家族も連れてプレミア後は休暇を取る計画で客船「クイーン・エリザベス」 (RMS Queen Elizabeth) でニューヨークを出発し、イギリスに向かった。しかし2日後、ジェームズ・マクグラネリー司法長官は「共産主義者に接近した」との理由によりチャップリンのアメリカ再入国を事実上禁止する決定を行い、チャップリン一家は「財政的な見地から」スイスへの居住を決め、1953年1月にコルシェ・スール・ヴヴェイのマノワール・ド・バンという、もとはアメリカ大使の住居だった邸宅を購入して暮らし始め、ここが以降の終生の住処となった。
マクグラネリーの決定で再入国が事実上禁止されたのは終生イギリス国籍だったチャップリン本人のみで、ウーナや子供には適用されなかった。そのことを利用し、チャップリンはウーナに一つの仕事を与えた。チャップリンはアメリカに戻るつもりで財産や資料一切をアメリカに置いていたが再入国が事実上禁止になったことを受けて、アメリカ国籍も持っていたウーナが残務処理のためにアメリカにいったん戻ることとなった。1952年11月20日、ハリウッドに到着したウーナはチャップリン撮影所でチャップリン作品と、チャップリンの渡米前の資料や写真、財産を優先的に確保してチャップリンの下に送り届けるよう手配した。ウーナは11月17日にロンドンを発って残務処理を行い、11月27日に戻ってきたが、その間のチャップリンは、FBIがウーナの出国を阻止するのではないかと不安に思っていた。ウーナがロンドンに戻ったあと、撮影所スタッフが残務処理の続きを行ったが、その過程でいったんは「始末するもの」として扱われたのが、いわゆる「チャップリンのNGフィルム」であり、幾多の変遷を経て1983年製作のドキュメンタリー番組 "Unknown Chaplin" などで世に出ることとなった。このあと、ウーナは1954年にアメリカ国籍を放棄してイギリス国籍のみとなり、1955年2月にスイスから休暇のためロンドンに到着した時点で、ウーナはイギリスのパスポートを所持していた。

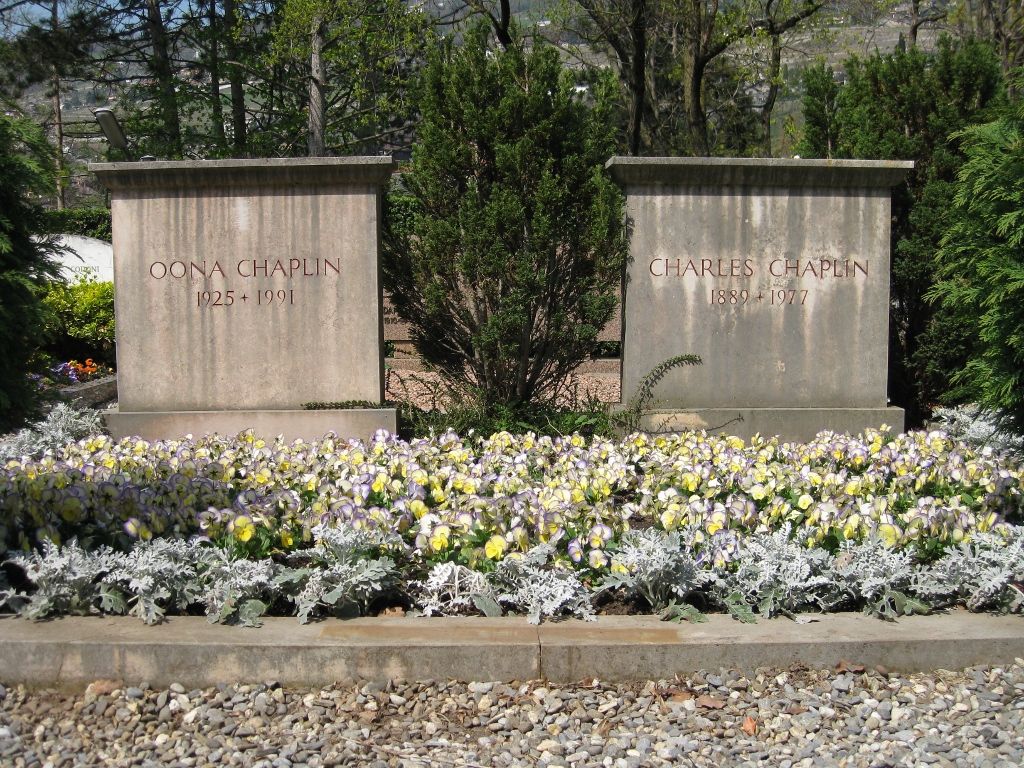
コルシェ・スール・ヴヴェイにあるチャップリンとウーナの墓

マノワール・ド・バンには名だたる著名人が訪れ、チャップリンに敬意を払った。そのチャップリンは、事あるごとにウーナへの感謝を忘れなかった。1957年に『ニューヨークの王様』、1959年に再編集作品『チャップリン・レヴュー』を公開したほかは、悠々自適の生活の日々であった。1961年7月のチャップリン最後の来日では、チャップリンとウーナはマイケルを伴って来日し、京都などを訪問して都ホテルに宿泊した。1967年、母アグネスが危篤に陥り、ウーナはアグネスを見舞うためにニューヨークに戻った。1972年、第44回アカデミー賞でチャップリンにオスカーが授与され、チャップリンは19年ぶりにアメリカの土を踏むことになったが、その前にバミューダで一息ついた。勘当されたとはいえ、ウーナはこの時点でもユージンから相続したバミューダの土地を所有していた。アカデミー賞授賞式当日には、中年になって風貌も年相応になっていたジャッキー・クーガンと初めて面会。1975年に『巴里の女性』のためのサウンド付けの仕事を終えたチャップリンは、以降は体力の衰えもあってマノワール・ド・バンの外に出ることはほとんどなくなり、ウーナの手を握って何時間も黙ったまま過ごすことも多々あったほか、ウーナがチャップリンの介護を自分一人でやろうとしたこともあった。
1977年12月25日未明、チャップリンは就寝中に88年の生涯を終え、34年間一緒に過ごしたウーナは未亡人となった。ウーナはチャップリンの死を乗り越えようとアメリカに戻り、1981年には映画『ブロークン・イングリッシュ』に出演するも、公式に女優として出演した唯一の映画は心の埋め合わせには成り得なかった。チャップリンに先立たれたウーナはもはや、一種の「世捨て人」のような存在となっていた。1991年9月27日、ウーナは膵癌のためコルシェ・スール・ヴヴェイのマノワール・ド・バンで亡くなった。66歳没。ウーナはコルシェ・スール・ヴヴェイのコルシェ墓地で、チャップリンとともに眠っている。
1992年公開のリチャード・アッテンボロー監督によるチャップリンの伝記映画『チャーリー』では、モイラ・ケリーがウーナを演じた。

## 家族

### 生活の一コマと人となり
マノワール・ド・バンでの夕食に招かれたことのある作家のイアン・フレミングは、チャップリンとウーナについてこのように述べているが、実際に人目をはばからず抱擁やキスをすることが多かった。それ以外の部分では、ウーナは午前10時に家事をやり始めるが、その時間はチャップリンはのんびりと朝食をとっている時間でもあり、チャップリンは話し相手にウーナを呼ぼうとするも、ウーナは午前10時を理由にいつも逃げていた。
チャップリンはウーナを「すばらしい批評家」とたたえ、老年になっても仕事を続けたのはウーナの勧めだと1958年のインタビューで答えている。1959年のインタビューではさらに、ウーナや子供のために老いていられない、という趣旨の発言を行っている。一方、ウーナはチャップリンを「若い男性」と表現し、「年齢は意識させられるものの、意味は持たない。（チャップリンは）年々若くなっていくように見えます。」といった発言をしている。ウーナによれば、チャップリンとの成功した結婚生活の秘訣は年齢差にあるとし、「彼は私を成熟させてくれ、私は彼の若さを保たせているんです」。
なお、ウーナは何度かインタビューには答えているものの、基本的にはマスコミに対しては寡黙な人物であった。

### 子供
ウーナはチャップリンとの間に、3男5女の計8人の子供を残した。孫は17人におよぶ。
- 長女：ジェラルディン・チャップリン（1944年7月31日 - ）
- 四男：マイケル・チャップリン（1946年3月7日 - ）
- 次女：ジョゼフィン・チャップリン（1949年3月28日 - ）
- 三女：ヴィクトリア・チャップリン（1951年5月19日 - ）
- 五男：ユージン・チャップリン（1953年8月23日 - ）
- 四女：ジェーン・チャップリン（1957年5月23日 - ） 未婚
- 五女：アンネット・チャップリン（1959年12月3日 - ） 未婚
- 六男：クリストファー・チャップリン（1962年7月6日 - ） 未婚

ウーナの教育方針では、子供にはありとあらゆるレッスンをみっちりとやらせて空き時間を作らせないようにしていた。

### 3番目の妻か、4番目の妻か
チャップリンの初婚はミルドレッド・ハリス、2番目の妻はリタ・グレイであり、「3番目がポーレット・ゴダード、4番目がウーナ」というのが定説となっている。このうちのポーレット・ゴダードとの結婚生活に関しては、1936年に広東で結婚が成立して1942年にメキシコで離婚したとされていた。チャップリン自身も「私の妻」として紹介していたが、チャップリン研究家の大野裕之は「法的に入籍した証拠はどこにもなく」とし、またチャップリンの従兄弟であるベティ・テドリックは「結婚していない」とした。ポーレット・ゴダードとの結婚生活が事実婚であるとすると、ウーナが届出婚の概念による三番目の妻ということとなり、チャップリンの結婚回数は3回ということとなる。ただし、この見解に関する反応や進展は不明である。
ウーナとミルドレッド・ハリス、リタ・グレイは、3人ともティーンエイジャーの段階でチャップリンと結婚している。

## 主な出演作品
#ロビンソン (下)およびインターネット・ムービー・データベースのデータによる。
| 公開年 | 題名                                      | 役名                                                | 備考               |
| ------ | ----------------------------------------- | --------------------------------------------------- | ------------------ |
| 1952   | ライムライト Limelight                    | テリー（短いロングショットでの代役） （エクストラ） | （クレジットなし） |
| 1981   | ブロークン・イングリッシュ Broken English | サラの母                                            | [ 36 ]             |

「生涯」の項で記したように、ウーナは女優志望であったものの、チャップリンと結婚後は家庭人となった。上記2作品は結婚後に女優として出演した数少ない記録であり、「生涯」の項にあるように、『ブロークン・イングリッシュ』が、公式に女優として出演した唯一の映画である。ここでは、もう一つの出演作である『ライムライト』での出演シーンについて説明する。
『ライムライト』でのテリー役はクレア・ブルームであるが、1952年1月25日に大方の撮影スケジュールを終えたあと、クレアは母とともにイギリスに帰国した。チャップリンは撮影スケジュール終了後編集に取りかかるが、5月初めにいたって「カルヴェロのアパートメントの開いたドアごしに見るテリー」の姿が必要であると感じた。クレアを呼び返すにもいかず、ウーナが追加シーンでのテリーを演じることとなった。よって、『ライムライト』でのテリーの登場シーンのうち、「短いロング・ショット」で映るテリーの姿がウーナの演じた部分となる。